# Хенри Бесемер
Хенри Бесемер (на английски: Henry Bessemer; 19 януари 1813 г., Чарлтън, Хартфордшир – 15 март 1898 г., Лондон) е английски инженер-изобретател, известен със своите изобретения и революционни подобрения в областта на металургията; член на Лондонското кралско общество от 1879 г.

## Биография
Хенри Бесемер е роден през 1813 г. в семейството на английски инженер, притежател на работилница за леене на типографски шрифтове. След като завършва народно училище, Хенри започва работа в работилницата на баща си. Поставили му отделен струг и му дали възможност да изработва от типографски метал различни детайли. Хенри няма системно теоретично образование, но в резултат на разностранната практическа работа той придобива много знания, проявявайки интерес към всевъзможни промишлени отрасли. Изобретателят бил вече над 40-те, когато за пръв път се заинтересувал от леенето на стомана.

## Изобретения
Хенри Бесемер получава над 100 патента за изобретенията си в различни области на техниката:
- Иглен печат (щамп) за марки
- Словослагателска машина за леене на думи (1838 г.)
- Машина за пресоване на захарна тръстика (1849 г.)
- Центробежна помпа (1850 г.)
- Начин за пресоване на кадифе, при което отпечатъкът задълго оставал видим
- Нов начин за изработка на моливи: вместо разрязване на графитните блокове Бесемер предложил да се пресова графитен прах
- Непрекъснато действаща спирачка за железопътни композиции

- Работата му по подобряване на тежкия артилерийски снаряд (1854 г.) го насочва да търси по-съвършен начин за получаване на лята стомана за оръдейни стволове.
- През същата 1854 г. Бесемер патентова автоматично оръжие с водно охлаждане за унитарен патрон[3].

- През 1856 г. регистрира патент за конвертор за претопяване на течен чугун в стомана чрез продухване с въздух без разход на гориво, който става основа на т. нар. Бесемеров процес[4]

- През 1860 г. Бесемер патентова завъртащ се конвертор с подаване на въздух през дъното, конструкцията на който в основни линии се е запазила и до днес. Бесемер представя и идеята за машина за непрекъснато леене.

## Памет
В САЩ един от градовете в щата Мичиган носи названието Бесемер.